# Messier 59
Messier 59 (také M59 nebo NGC 4621) je eliptická galaxie v souhvězdí Panny. Objevil ji Johann Gottfried Koehler 11. dubna 1779. Galaxie je od Země vzdálená okolo 60 milionů ly a je součástí Kupy galaxií v Panně.

## Pozorování

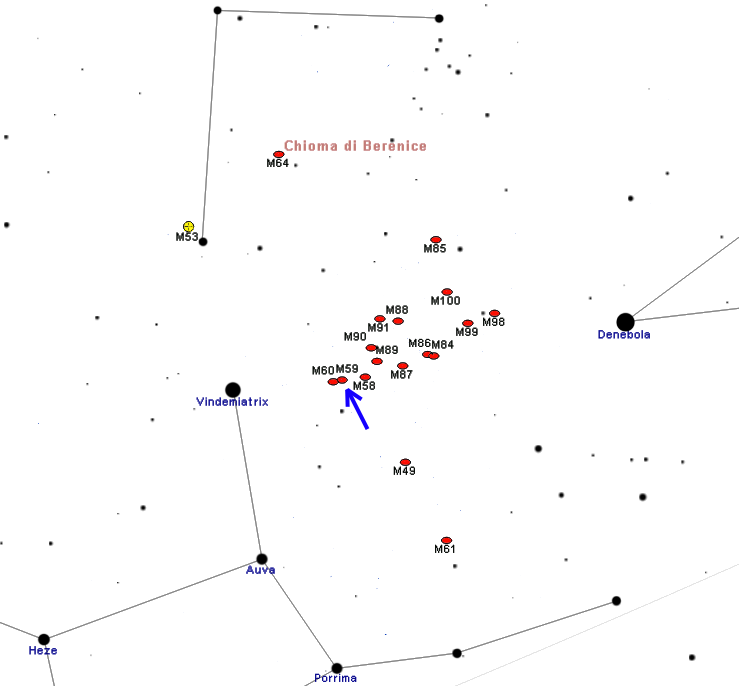
Poloha M 59 v souhvězdí Panny

M59 se dá na obloze snadno vyhledat, protože leží 5° západně od hvězdy 3. magnitudy s názvem Vindemiatrix (ε Virginis). Přestože je na hranici viditelnosti středně velkého triedru, jako například 10x50, dobře je viditelná spíše hvězdářskými dalekohledy o průměru 60 mm a větším, ve kterých vypadá jako velmi jasná oválná skvrna.
V této části oblohy je možné najít mnoho dalších galaxií, jako například 30′ východně ještě jasnější galaxii Messier 60, 1° západně Messier 58 a ze slabších galaxií například 20′ jihovýchodně NGC 4638 a 25′ severozápadně NGC 4606.
Galaxii je možné snadno pozorovat z obou zemských polokoulí a ze všech obydlených oblastí Země, protože má pouze mírnou severní deklinaci. Přesto je na severní polokouli lépe pozorovatelná a během jarních nocí tam vychází vysoko na oblohu, zatímco na jižní polokouli v oblastech více vzdálených od rovníku zůstává poněkud níže nad obzorem. Nejvhodnější období pro její pozorování na večerní obloze je od března do července.

## Historie pozorování
Spolu se sousední galaxií Messier 60 tuto galaxii objevil Johann Gottfried Koehler 11. dubna 1779 během sledování komety a o několik dní později obě nezávisle spoluobjevil Charles Messier, který zároveň objevil i blízkou galaxii Messier 58. Všechny tři pak Messier přidal do svého katalogu. John Herschel ji popsal jako jasné a značně velké mračno, které je trochu protažené a směrem do středu se náhle zjasňuje.

## Vlastnosti
M59 je členem Kupy galaxií v Panně a patří v ní mezi největší eliptické galaxie, i když je méně jasná a hmotná než M49, M60 a nebo obrovská M87. M59 má velmi zploštělý tvar, takže je jí přiřazen typ E5.
Hlavní osa této galaxie má úhlovou velikost 5′, takže v odhadované vzdálenosti 60 milionů ly je její skutečný rozměr asi 90 tisíc ly. Galaxie má přibližně 2 000 kulových hvězdokup, což je mnohem méně než ve výše uvedených eliptických galaxiích, ale stále je to více než desetinásobek počtu kulových hvězdokup v Mléčné dráze. Uprostřed galaxie sídlí obří černá díra o hmotnosti asi 270 milionů hmotností Slunce.
1. května 1939 v této galaxii Fritz Zwicky našel supernovu, která dostala označení SN 1939B, byla typu I a dosáhla 12. magnitudy.

### Knihy
- O'MEARA, Stephen James. Deep Sky Companions: The Messier Objects. New York: Cambridge University Press, 1998. Dostupné online. ISBN 0-521-55332-6. (anglicky)

### Mapy hvězdné oblohy
- Toshimi Taki. Taki's 8.5 Magnitude Star Atlas [online]. 2005 [cit. 2018-04-20]. Dostupné v archivu pořízeném dne 2018-11-05. (anglicky) - Atlas hvězdné oblohy volně stažitelný ve formátu PDF.
- TIRION; RAPPAPORT; LOVI. Uranometria 2000.0 - Volume I - The Northern Hemisphere to -6°. Richmond, Virginia, USA: Willmann-Bell, inc., 1987. Dostupné online. ISBN 0-943396-14-X.
- TIRION; SINNOTT. Sky Atlas 2000.0. 2. vyd. Cambridge, USA: Cambridge University Press, 1998. ISBN 0-933346-90-5.
- TIRION. The Cambridge Star Atlas 2000.0. 3. vyd. Cambridge, USA: Cambridge University Press, 2001. Dostupné online. ISBN 0-521-80084-6.